# Gustaf von Psilander
Gustaf von Psilander, född 16 augusti 1669 i Stockholm, död 18 mars 1738 i Karlskrona, var en svensk friherre, sjömilitär och ämbetsman. Han deltog i slaget vid Orford Ness 1704. Åren 1716–1728 var han landshövding på Gotland och 1728–1734 i Kalmar län.

## Biografi
Efter språkstudier i Stralsund började Psilander vid 18 års ålder tjänstgöra vid flottan som skeppsskrivare. År 1689 blev han konstapel och hade åren 1689–1695 anställning vid holländska flottan och deltog i flera av dess strider. Efter hemkomsten befordrades han 1697 till överlöjtnant i svenska flottan och år 1700 till kapten. Som fartygschef var han med om landstigningen på Själland samma år samt överförandet av svenska hären till östersjöprovinserna. Under en konvoj med svenska handelsfartyg, som skulle passera Engelska kanalen, var Psilander befälhavare på örlogsfartyget Öland. Den svenska konvojen anfölls vid inseglingen till Engelska kanalen av en engelsk eskader på nio fartyg. Detta då Psilander vägrade hälsa den engelska flaggan genom att hala sina märsseglen. Striden som följde, Slaget vid Orford Ness, varade i fyra och en halv timme. Psilander tvingades dock att ge sig, då fartyget blivit manöverodugligt och en fjärdedel av besättningen var stridsoduglig. Öland bogserades i land och Psilander fängslades i en månad. Fartyget reparerades hjälpligt, men strandade under hemfärden på Skagens rev och slogs sönder. 
Först 1710 blev Psilander åter fartygschef, utsågs till holmmajor i Karlskrona samma år, utnämndes 1714 till viceamiral och chef för örlogsvarvet i Karlskrona och erhöll 1715 amiralsfullmakt. I oktober 1716 förordnades han till landshövding på Gotland, där han lyckades avvärja flera ryska anfall. År 1728 förflyttades han till Kalmar för att vara närmare flottstationen i Karlskrona, där han hade flera uppdrag. I december 1734 utnämndes han till president i Amiralitetskollegiet. 1831 lät Svenska Akademien prägla en medalj över Psilander.
Gustaf von Psilander har fått följande fartyg uppkallade efter sig:
- HMS Psilander (1899), en torpedkryssare sjösatt 1899, togs ur bruk 1937, sänktes 1939.
- HMS Psilander (J18), en jagare sjösatt 1926, togs ur bruk 1947.